# Kátia Cilene Teixeira da Silva
Kátia Cilene Teixeira da Silva (1977. február 18. –), általában egyszerűen Kátia-ként ismert brazil, női labdarúgó.